# Wilker Pereira dos Santos
Wilker Pereira dos Santos, hay đơn giản Wilker, (sinh 16 tháng 6 năm 1987) là một cầu thủ bóng đá Brazil thi đấu ở vị trí tiền đạo cho Tërbuni Pukë ở Kategoria Superiore.

## Sự nghiệp
Wilker bắt đầu sự nghiệp cùng với Treviso. Trong mùa giải 2005–06, lúc 18 tuổi, anh ra mắt ở Serie A, thay người vào sân trong chiến thắng 2–1 trước Udinese ngày 14 tháng 5 năm 2006.